# عثمان بن جامع
عثمان بن عبد الله بن جمعة بن جامع الأنصاري الخزرجي، النجدي، ثم الزبيري (ت. 1240هـ) فقيه حنبلي.

## سيرته
قرأ في مكة والمدينة الفقه، والمواريث، والحساب، والآداب فاستفاد وأفاد. تولى القضاء في البحرين، وفي الزبير بجنوب العراق. أما قضاؤه في البحرين فقد باشره سنين عديدة، إلى أن توفي بها، سنة 1240 هـ.

## شيوخه
- عبد الله بن فيروز
- محمد بن عبد الله بن فيروز

## مؤلفاته
- الفوائد المنتخبات في شرح أخصر المختصرات.

## قالوا عنه
- قال عنه شيخه ابن فيروز: «اشتغل على الفقير في الفقه والفرائض والعربية ففتح اللَّه عليه، وأدرك إدراكا تاما مع حسن السيرة والورع والعفاف والكرم والعبادة والصلاح. . .».[13]

- قال عنه ابن حميد في السحب الوابلة: «الفقيه، النبيه، الورع، الصالح، قرأ على شيخ وقته الشيخ محمد بن فيروز في الفقه وغيره، فأدرك إدراكا تاما. .».[14]

- في تاريخ الزبير بعد أن ساق ترجمته قال: «وتصدر المذهب الحنبلي. . . فهو بهجة صدور الجامع، وزهرة رياض الجوامع، وعمدة المستفيدين في النوازل، وهو واللَّه نادرة عصره، وناظرة بلدة وقطره. . .».[15]

### فهرس المراجع
1. 1 2 3 4  ابن جامع (2003)، ج. المقدمة، ص. 7.
2. 1 2  ابن جامع (2003)، ج. المقدمة، ص. 13.
3. ↑  ابن جامع (2003)، ج. المقدمة، ص. 11.
4. ↑  ابن جامع (2003)، ج. المقدمة، ص. 13–15.
5. ↑  ابن جامع (2003)، ج. المقدمة، ص. 8–9.
6. ↑  ابن جامع (2003)، ج. المقدمة، ص. 15.
7. ↑  ابن جامع (2003)، ج. المقدمة، ص. 16.
8. ↑  السحب الوابلة: ٢/ ٧٠١
9. ↑  علماء نجد: ٥/ ١٠٩
10. ↑  مجلة العرب: ٧/ ٧٠٧، ٢٤/ ٨١٠
11. ↑  معجم مصنفات الحنابلة: ٦/ ٧٦
12. ↑  القضاء والأوقاف في الأحساء والقطيف وقطر أثناء الحكم العثماني الثاني: ص١٨٧
13. ↑  علماء نجد: ٥/ ١١٠
14. ↑  السحب الوابلة: ٢/ ٧٠١ - ٧٠٢
15. ↑  نقلا عن ابن بسام في علماء نجد: ٥/ ١١٢

### بيانات المراجع (مُرتَّبة حسب تاريخ النشر)
- عثمان بن جامع (2003). الفوائد المنتخبات في شرح أخصر المختصرات. تحقيق: عبد السلام بن برجس آل عبد الكريم، عبد الله بن محمد بن ناصر البشر (ط. 1). بيروت: مؤسسة الرسالة. ISBN:9953-4-0144-6. OCLC:53857277. OL:19299044M. QID:Q131580067.